# 사카모토 가즈토
사카모토 가즈토(일본어: 阪本 一仁, 1991년 9월 24일 ~ )는 일본의 전 축구 선수이다.

## 구단 경력
과거 FC 기후에서 활동하였다.